# Храм Святой Нино на Пластунке
Храм Святой Нино на Пластунке (груз. წმინდა ნინოს ტაძარი, Цминда Нинос тадзари) — православная церковь в селе Пластунка в Хостинском районе города Сочи, Краснодарский край, Россия.
Приход основан в XIX веке. В 1898 году упоминается деревянная церковь (молитвенный дом) в честь равноапостольной Нины (священник Аристрат Чичинадзе). Нынешнее здание разрешено к строительству 17 июня 1993 года.
По инициативе верующих жителей села Пластунки на территории спортивного комплекса «Урожай» была оборудована молельная комната. В дальнейшем её благоустроили, расширили, воздвигли купол. Создание прихода храма святой равноапостольной Нины в Пластунке было благословлено митрополитом Екатеринодарским и Кубанским Исидором 6 августа 2002 года (указ № 1452). Храм освящён иерейским чином 26 января 2004 года.
Имеет часовню на Верхнепластунском кладбище.
Настоятель храма — протоиерей Амиран Кантеладзе.